# Herrera (Santiago del Estero)
Pour les articles homonymes, voir Herrera.
Herrera est une ville et le chef-lieu du département d'Avellaneda, dans la province de Santiago del Estero en Argentine. Elle se situe dans la partie sud-est de la province.